# جلیل حنون
جلیل حنون (عربی: جليل حنون مطر الأسدي؛ زادهٔ ۱ ژوئیهٔ ۱۹۵۲) یک بازیکن فوتبال اهل عراق است.
از باشگاه‌هایی که در آن بازی کرده‌است می‌توان به تیم ملی فوتبال زیر ۲۳ سال عراق و تیم ملی فوتبال عراق اشاره کرد.
وی همچنین در تیم‌های ملی فوتبال Iraq U21 زیر ۲۳ سال عراق تیم ملی فوتبال عراق بازی کرده است.